# Aleksiej Uwarow

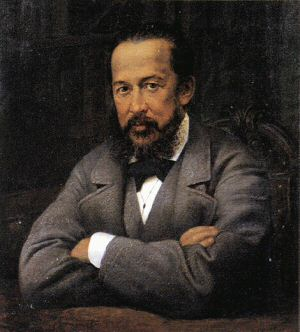
Aleksiej Uwarow

Aleksiej Siergiejewicz Uwarow (ros. Алексей Сергеевич Уваров, ur. 28 lutego 1825 w Petersburgu, zm. 29 grudnia 1884 w Moskwie) – rosyjski archeolog, jeden z organizatorów archeologii rosyjskiej.
Wywodził się z rodziny arystokratycznej – posiadał tytuł hrabiego. Ojcem jego był Siergiej Uwarow, prezydent Petersburskiej Akademii Nauk i minister oświaty narodowej.
W dzieciństwie i młodości, pod okiem ojca, młody Uwarow otrzymał solidne i kompleksowe wykształcenie w zakresie nauk humanistycznych, ścisłych i przyrodniczych. Ukończył studia na wydziale filozoficzny Uniwersytetu w Petersburgu. Po skończeniu uniwersytetu Uwarow pracował przez krótki czas w ministerstwie spraw zagranicznych, a potem w ministerstwie spraw wewnętrznych. Na początku lat pięćdziesiątych jego resort przejął kontrolę nad poszukiwaniami archeologicznymi na terytorium Rosji. W l. 1851–54 przewodził ekspedycji archeologicznej w guberniach włodzimierskiej i moskiewskiej, prowadząc prace badawcze w kurhanach, a w l. 1854-55 prowadził wykopaliska w guberni taurydzkiej: w Olbii, Chersonezie i Neapolu Scytyjskim.
W 1864 utworzył Moskiewskie Towarzystwo Archeologiczne. Był współorganizatorem licznych zjazdów archeologicznych. W l. 1872–84 związany był z Muzeum Historycznym w Moskwie – był jednym z jego założycieli i organizatorów, twórcą jego koncepcji, a od 1881 – jego dyrektorem.
Po śmierci pochowany został na cmentarzu Nowodziewiczego w Moskwie.
Jego sztandarowym dziełem naukowym było 2-tomowa „Archeologia Rosji. Epoka kamienna” (Археология России. Каменный период) wydana w 1881.